# Grand Prix-wegrace van Europa
De Grand Prix van Europa voor motorfietsen was een motorsportrace, die tussen 1991 en 1995 en in 2020 werd verreden en meetelde voor het wereldkampioenschap wegrace. Het evenement vond in 1991 plaats op Circuito Permanente del Jarama en tussen 1992 en 1995 op het Circuit de Catalunya. Vanaf 1996 is de race vervangen door de Grand Prix van Catalonië, die ook op het Circuit de Catalunya wordt georganiseerd.
Tussen 1924 en 1948 werd de eretitel Grand Prix van Europa gegeven aan een van de nationale Grands Prix van dat jaar. De eerste race die de titel Grand Prix van Europa kreeg was de Grand Prix der Naties van 1924, gehouden op het Autodromo Nazionale Monza. Tot 1937 kreeg de winnaar van de Grand Prix van Europa de titel Europees kampioen. Vanaf 1938 werd het Europees kampioenschap wegrace beslist over meerdere races en de Grand Prix van Europa werd niet gehouden tot 1948, maar ging vanaf toen niet meer om het Europees kampioenschap.
In 2020 keerde de Grand Prix van Europa eenmalig terug, nadat meerdere races vanwege de coronapandemie werden afgelast en er een aantal vervangende races moesten worden gehouden. De race vond plaats op het Circuit Ricardo Tormo Valencia, die een week later ook de Grand Prix van Valencia organiseerde.
Wayne Rainey, Luca Cadalora en Max Biaggi zijn met elk drie overwinningen de recordhouders van deze Grand Prix.

Circuito Permanente del Jarama (1991)
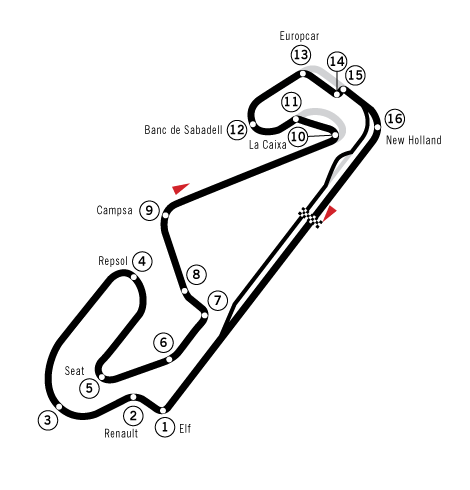
Circuit de Catalunya (1992-1995)
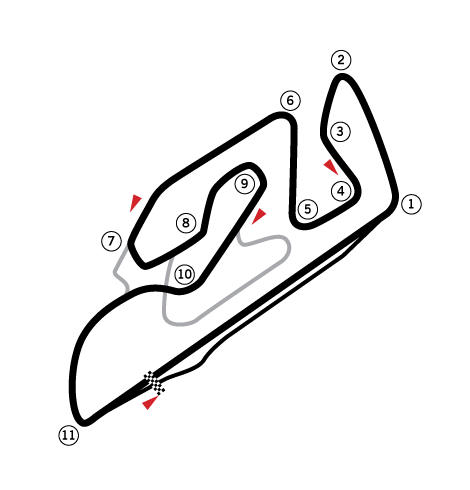
Circuit Ricardo Tormo Valencia (2020)

## Statistiek
| Editie | Seizoen | Circuit   | Klasse  | Winnaar                         | Tweede                            | Derde                              | Poleposition                        | Snelste ronde                       |
| ------ | ------- | --------- | ------- | ------------------------------- | --------------------------------- | ---------------------------------- | ----------------------------------- | ----------------------------------- |
| 1      | 1991    | Jarama    | 125 cc  | Loris Capirossi (Honda)         | Fausto Gresini (Honda)            | Peter Öttl (Bakker-Rotax)          | Ezio Gianola (Derbi)                | Loris Capirossi (Honda)             |
| 1      | 1991    | Jarama    | 250 cc  | Luca Cadalora (Honda)           | Helmut Bradl (Honda)              | Carlos Cardús (Honda)              | Luca Cadalora (Honda)               | Luca Cadalora (Honda)               |
| 1      | 1991    | Jarama    | 500 cc  | Wayne Rainey (Yamaha)           | Mick Doohan (Honda)               | Wayne Gardner (Honda)              | Kevin Schwantz (Suzuki)             | Wayne Rainey (Yamaha)               |
| 1      | 1991    | Jarama    | Zijspan | Webster / Simmons (LCR-Krauser) | Michel / Birchall (LCR-Krauser)   | Abbott / Smith (LCR-Krauser)       | Webster / Simmons (LCR-Krauser)     | Biland / Waltisperg (LCR-Honda)     |
|        |         |           |         |                                 |                                   |                                    |                                     |                                     |
| 2      | 1992    | Barcelona | 125 cc  | Ezio Gianola (Honda)            | Gabriele Debbia (Honda)           | Fausto Gresini (Honda)             | Ezio Gianola (Honda)                | Carlos Giró jr. (Aprilia)           |
| 2      | 1992    | Barcelona | 250 cc  | Luca Cadalora (Honda)           | Loris Reggiani (Aprilia)          | Max Biaggi (Aprilia)               | Max Biaggi (Aprilia)                | Loris Reggiani (Aprilia)            |
| 2      | 1992    | Barcelona | 500 cc  | Wayne Rainey (Yamaha)           | Mick Doohan (Honda)               | Doug Chandler (Suzuki)             | Mick Doohan (Honda)                 | Mick Doohan (Honda)                 |
|        |         |           |         |                                 |                                   |                                    |                                     |                                     |
| 3      | 1993    | Barcelona | 125 cc  | Noboru Ueda (Honda)             | Ralf Waldmann (Aprilia)           | Akira Saito (Honda)                | Takeshi Tsujimura (Honda)           | Ralf Waldmann (Aprilia)             |
| 3      | 1993    | Barcelona | 250 cc  | Max Biaggi (Honda)              | Tadayuki Okada (Honda)            | Alberto Puig (Honda)               | Max Biaggi (Honda)                  | Max Biaggi (Honda)                  |
| 3      | 1993    | Barcelona | 500 cc  | Wayne Rainey (Yamaha)           | Mick Doohan (Honda)               | Kevin Schwantz (Suzuki)            | Mick Doohan (Honda)                 | Wayne Rainey (Yamaha)               |
|        |         |           |         |                                 |                                   |                                    |                                     |                                     |
| 4      | 1994    | Barcelona | 125 cc  | Dirk Raudies (Honda)            | Peter Öttl (Aprilia)              | Haruchika Aoki (Honda)             | Dirk Raudies (Honda)                | Peter Öttl (Aprilia)                |
| 4      | 1994    | Barcelona | 250 cc  | Max Biaggi (Aprilia)            | Loris Capirossi (Honda)           | Doriano Romboni (Honda)            | Loris Capirossi (Honda)             | Max Biaggi (Aprilia)                |
| 4      | 1994    | Barcelona | 500 cc  | Luca Cadalora (Yamaha)          | Mick Doohan (Honda)               | John Kocinski (Cagiva)             | Luca Cadalora (Yamaha)              | Mick Doohan (Honda)                 |
| 4      | 1994    | Barcelona | Zijspan | Dixon / Hetherington (LCR-ADM)  | P. Güdel / C. Güdel (LCR-ADM)     | Abbott / Tailford (Windle-Krauser) | Biland / Waltisperg (LCR-Swissauto) | Biland / Waltisperg (LCR-Swissauto) |
|        |         |           |         |                                 |                                   |                                    |                                     |                                     |
| 5      | 1995    | Barcelona | 125 cc  | Haruchika Aoki (Honda)          | Emilio Alzamora (Honda)           | Tomomi Manako (Honda)              | Haruchika Aoki (Honda)              | Haruchika Aoki (Honda)              |
| 5      | 1995    | Barcelona | 250 cc  | Max Biaggi (Aprilia)            | Tetsuya Harada (Yamaha)           | Ralf Waldmann (Honda)              | Tetsuya Harada (Yamaha)             | Max Biaggi (Aprilia)                |
| 5      | 1995    | Barcelona | 500 cc  | Àlex Crivillé (Honda)           | Shinichi Ito (Honda)              | Loris Capirossi (Honda)            | Luca Cadalora (Yamaha)              | Carlos Checa (Honda)                |
| 5      | 1995    | Barcelona | Zijspan | Biland / Waltisperg (LCR-BRM)   | Dixon / Hetherington (Windle-ADM) | Bösiger / Egli (LCR-ADM)           | P. Güdel / C. Güdel (LCR-BRM)       | Dixon / Hetherington (Windle-ADM)   |
|        |         |           |         |                                 |                                   |                                    |                                     |                                     |
| 6      | 2020    | Valencia  | Moto3   | Raúl Fernández (KTM)            | Sergio García (Honda)             | Ai Ogura (Honda)                   | John McPhee (Honda)                 | Albert Arenas (KTM)                 |
| 6      | 2020    | Valencia  | Moto2   | Marco Bezzecchi (Kalex)         | Jorge Martín (Kalex)              | Remy Gardner (Kalex)               | Xavi Vierge (Kalex)                 | Héctor Garzó (Kalex)                |
| 6      | 2020    | Valencia  | MotoGP  | Joan Mir (Suzuki)               | Álex Rins (Suzuki)                | Pol Espargaró (KTM)                | Pol Espargaró (KTM)                 | Brad Binder (KTM)                   |

## Noot
1. ↑  Officieel vond er geen telling plaats

1991 · 1992 · 1993 · 1994 · 1995 · 2020